# Brusvärde
Brusvärde är en ljudteknisk term. Brusvärdet är skillnaden mellan musikeffekten och bakgrundsbruset, mätt i dB (decibel). 

## Exempel
För ett brusvärde på  90 dB och musikeffekten 80 dB så är bruseffekten 80 - 90 dB = -10 dB. 0 dB definieras som den lägsta hörbara ljudeffekten. Detta innebär att musikeffekten är 2 ^ (90/6) = 32 768 gånger bruseffekten, eftersom ljudeffekten fördubblas vid var sjätte dB. 